# Има (Хэнань)
Има́ (кит. упр. 义马, пиньинь Yìmǎ) — городской уезд городского округа Саньмэнься провинции Хэнань (КНР). Он подчинён напрямую властям провинции Хэнань, которые делегируют управление им властям городского округа Саньмэнься.

## История
Исторически эти места входили в состав уезда Мяньчи. В 1970 году в связи с началом в этих местах крупной добычи каменного угля был создан Горнодобывающий район Има (义马矿区). В 1981 году постановлением Госсовета КНР Горнодобывающий район Има был преобразован в городской уезд Има, подчинённый напрямую властям провинции Хэнань, которые делегировали управление им властям округа Лоян (洛阳地区).
В 1986 году был расформирован округ Лоян, а вместо него образованы городские округа Лоян, Саньмэнься и Пиндиншань; управление городским уездом Има было делегировано властям городского округа Саньмэнься.

## Административное деление
Городской уезд делится на 7 уличных комитетов.